# Квинси (Вашингтон)
Квинси (енгл. Quincy) град је у америчкој савезној држави Вашингтон. По попису становништва из 2010. у њему је живело 6.750 становника.

## Демографија
Према попису становништва из 2010. у граду је живело 6.750 становника, што је 1.706 (33,8%) становника више него 2000. године.
| Група             | 2000.         | 2010.         |
| Белци             | 1.687 (33,4%) | 1.603 (23,7%) |
| Афроамериканци    | 12 (0,2%)     | 26 (0,4%)     |
| Азијати           | 26 (0,5%)     | 46 (0,7%)     |
| Хиспаноамериканци | 3.264 (64,7%) | 5.018 (74,3%) |
| Укупно            | 5.044         | 6.750         |